# Franco, Ciccio e il pirata Barbanera
Franco, Ciccio e il pirata Barbanera è un film del 1969 diretto da Mario Amendola. 
Si tratta, grosso modo, di una parodia della trama de L'isola del tesoro, celebre romanzo di Robert Louis Stevenson. I protagonisti sono Franco e Ciccio, e Fernando Sancho.

## Trama
Franco, figlio illegittimo di un pirata, fa il garzone presso un'osteria di proprietà della zia, e vive nell'ammirazione dei racconti e delle gesta del capitano Break, uno pseudocapitano di Marina che in realtà è un truffatore pieno di debiti. Un giorno all'osteria si presenta un pirata, che riconosce in Franco il proprio figlio disperso nel corso degli anni. Il pirata, che nel frattempo era stato attaccato da un altro pirata, Cane Nero, confida a Franco di essere in possesso della mappa del tesoro del capitano Flint, suo mentore ed amico.
Franco, con l'aiuto del capitano Break, organizza i preparativi per la spedizione. Nell'assoldare l'equipaggio, però, i due non si accorgono di aver assunto anche il feroce e tremendo pirata Barbanera, antagonista di Flint e da tempo alla caccia del suo tesoro. Organizzato un ammutinamento, Barbanera approda all'isola e recupera il prezioso tesoro. Per Franco e il capitano Break sembra che nulla li possa salvare, ma il fantasma del capitano Flint appare a Franco e lo aiuta nel combattimento. Dopo aver sconfitto il pirata Barbanera, Franco e il capitano Break tornano a casa con la nave piena d'oro.